# 圣保罗地铁
圣保罗地铁（葡萄牙語：Metrô de São Paulo）位於巴西第一大城市聖保羅，是國際地鐵聯盟（CoMET）的成員之一，也是南半球首个加入国际地铁联盟的成员。
圣保罗地铁被称为世界最清洁的地铁系统，与圣保罗都市圈铁路（統營7－13号线）共同构成圣保罗的轨道交通线网。目前地铁线网包括1－5号线和15号线共六条线路，总长 104.4公里，共有车站91个，日均载客量530万人次。
圣保罗的第一条地铁线路于1974年9月14日开始营运。目前正在施工中的线路包括2、5、15号线的延长线，以及新建的6、16、17號線。

## 路線

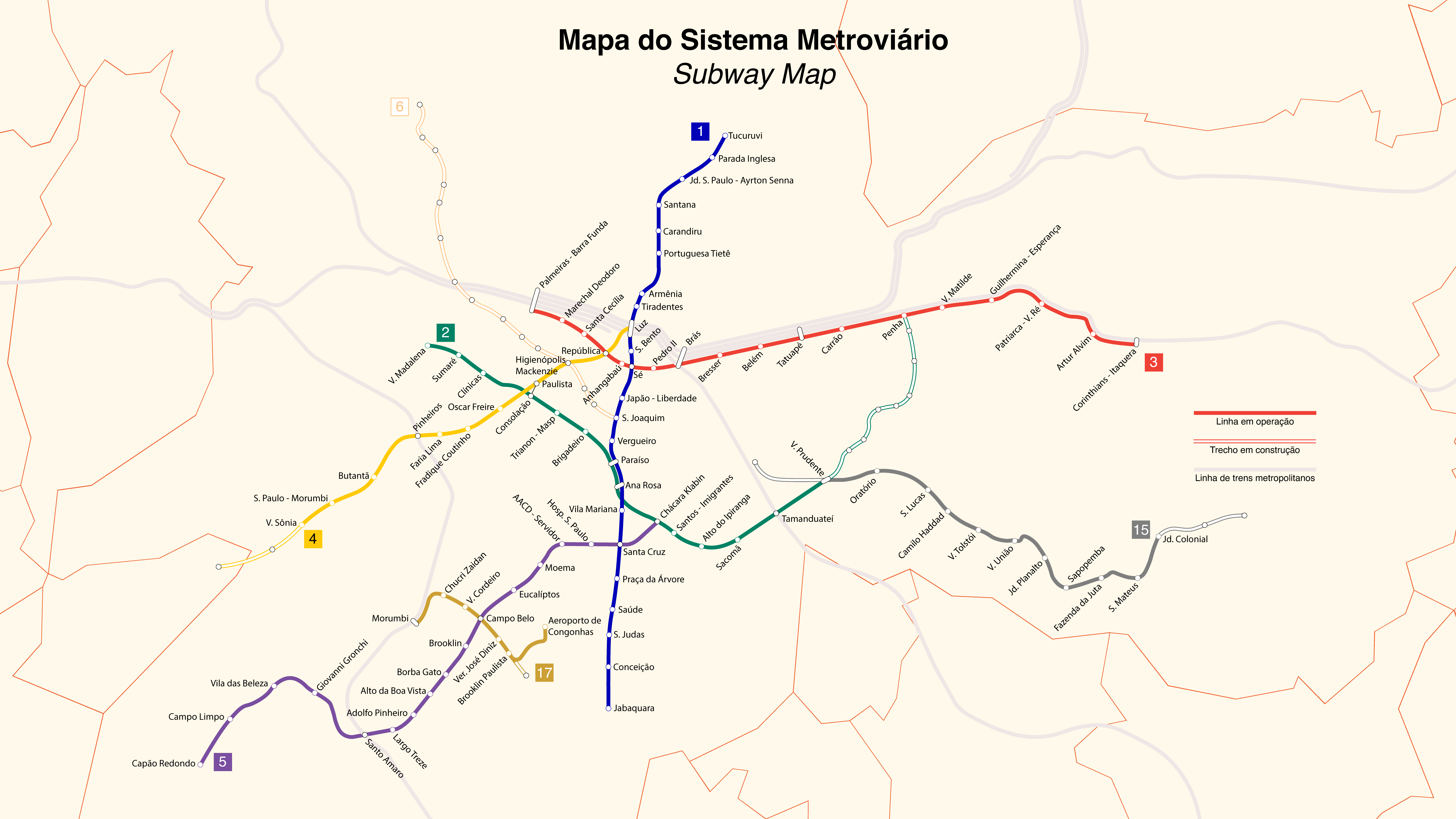
路線圖，2018年9月

| 路線                | 顏色 | 首末站                                | 通車时间       | 長度               | 車站數 |
| ------------------- | ---- | ------------------------------------- | -------------- | ------------------ | ------ |
| 1號線               | 藍色 | 圖庫魯維 ↔ 雅巴夸拉                   | 1974年9月14日  | 20.2 km（12.6 mi） | 23     |
| 2號線               | 綠色 | 瑪達萊娜鎮 ↔ 普魯登特鎮               | 1991年1月25日  | 14.7 km（9.1 mi）  | 14     |
| 3號線               | 紅色 | 彭美拉斯-巴拉豐達 ↔ 哥林多人-伊塔奎拉 | 1979年3月10日  | 22.0 km（13.7 mi） | 18     |
| 4號線               | 黃色 | 索尼亚镇 ↔ 卢兹                       | 2010年5月25日  | 12.9 km（8.0 mi）  | 11     |
| 5號線               | 紫色 | 卡彭·雷东多 ↔ 查卡拉·卡拉宾           | 2002年10月20日 | 19.9 km（12.4 mi） | 17     |
| 15號線 （單軌鐵路） | 銀色 | 普魯登特鎮 ↔ 殖民地花园               | 2014年8月30日  | 14.6 km（9.1 mi）  | 11     |